# 微白三栉毛蛛
微白三栉毛蛛（学名：Tricalamus albidulus）为管网蛛科三栉毛蛛属的动物，分布于中国云南等地。该物种的模式产地在云南。